# ハンス・シュヴァイガー
ハンス・シュヴァイガー（Hans Schweiger, 1949年 - ）は、ドイツの自然ドキュメンタリー制作者、映画監督。
フュッセン出身。
1977年よりエルンスト・アーレントと共にバイエルン放送の野生動物の生活ドキュメンタリー「カメラからの動物」を手掛ける。
1979年にドイツのテレビ賞であるゴールデン・ゴング賞、1989年にはゴールデン・カメラ賞、1990年にはアドルフ・グリム賞、1991年にはバイエルン・テレビ賞を獲得し、2005年にはアーレントと共にゲルリッツ・メリディアン自然映画賞を受賞した。
2006年にはDUH自然環境メディア賞を受賞している。